# Stanisław Szumski (chorąży)
Stanisław Szumski ps. „Iskrzycki” (ur. 18 września 1895 w Glinianach, zm. 15 października 1915 pod Koszyszczami) – chorąży Legionów Polskich, działacz niepodległościowy, kawaler Orderu Virtuti Militari.

## Życiorys
Urodził się 18 września 1895 w Glinianach, w rodzinie Stanisława i Stefanii z Gramskich. Był młodszym bratem Jana (1893–1977), legionisty, kapitana lekarza Wojska Polskiego, kawalera Virtuti Militari, zamieszkałego w Warszawie przy ul. Wilanowskiej 4.
Uczęszczał do c. k. Gimnazjum VI we Lwowie, w którym latem 1913 złożył maturę. W 1908 został członkiem „Zarzewia”, a w listopadzie 1909 członkiem tajnego skautingu. W 1910 wstąpił do Polskich Drużyn Strzeleckich. Współpracował z czasopismami „Zarzewie” i „Wici”. W roku szkolnym 1911/1912 działa w II Lwowskiej Drużynie Skautowej, w roku szkolnym 1912/1913 został zastępcą drużynowego. Ukończył szkołę podoficerską. Następnie rozpoczął studia na Wydziale Filozoficznym Uniwersytetu Franciszkańskiego we Lwowie. 
16 sierpnia 1914 wstąpił jako ochotnik do Legionów Polskich. Został przydzielony do drugiej kompanii kadrowej Stanisława Tessaro ps. „Zosik”, a następnie do IV baonu Tadeusza Furgalskiego ps. „Wyrwa”. W maju 1915 został przeniesiony do 4 pułku piechoty na stanowisko komendanta plutonu w 12. kompanii. Szczególnie zasługi odniósł podczas kampanii wołyńskiej pod Koszyszczami, jako komendant 10. kompanii. Kiedy podczas boju znalazł się w bardzo trudnej sytuacji, skutecznie odpierał następujące po sobie ataki wroga, przyczyniając się do obrony zagrożonego odcinka. Zginął podczas kontrataku, którego był inicjatorem (według innej wersji został trafiony odłamkiem szrapnela podczas doglądania okopów). Za czyn ten został wyróżniony nadaniem Krzyża Srebrnego Orderu Virtuti Militari. Został pochowany na cmentarzu legionistów w Koszyszczach. Był kawalerem. Pozostawił w rękopisach poezje, fragmenty opowiadań, pamiętnika, a także fragment opracowania „Z historii ruchu harcerskiego w byłej Galicji” i korespondencję. Część spuścizny pisarskiej Szumskiego została zebrana przez jego brata Jana i opublikowana w książeczce Pod znakiem harcerskim. Stanisław Szumski. Harcerz – legionista, która ukazała się w 1935 r. we Lwowie. 
Jego symboliczny grób znajduje się na cmentarzu komunalnym w Ciechanowie, gdzie spoczywa jego brat Jan (sektor 16, rząd 1, numer 11).

## Ordery i odznaczenia
- Krzyż Srebrny Orderu Wojskowego Virtuti Militari nr 6256 – pośmiertnie, 17 maja 1922[18][6][11][19][20]
- Krzyż Niepodległości – pośmiertnie, 19 czerwca 1938 „za pracę w dziele odzyskania niepodległości”[21][1][22][11]
- Krzyż Walecznych – pośmiertnie[23][11]